# Marnand (Ródano)
Marnard era una comuna francesa situada en el departamento de Ródano, de la región de Auvernia-Ródano-Alpes, que el 1 de enero de 2013 pasó a ser una comuna delegada de la comuna nueva de Thizy-les-Bourgs al fusionarse con las comunas de Bourg-de-Thizy, La Chapelle-de-Mardore, Mardore y Thizy.

## Demografía
| Gráfica de evolución demográfica de Marnard entre 1800 y 2010 |
|                                                               |

Los datos demográficos contemplados en este gráfico de la comuna de Marnand se han cogido de 1800 a 2006 de la página francesa EHESS/Cassini, y los demás datos de la página del INSEE.